# Tantalita
Tantalita és un nom obsolet per als minerals de fórmula general (Fe,Mn)(Ta,Nb)₂O₆, és a dir, els minerals que formen part de la sèrie de solució sòlida entre la tantalita-(Fe) i la tantalita-(Mn). Pertanyen al grup columbita de minerals. Molts exemplars anomenats erròniament tantalita pertanyen en realitat la sèrie columbita o a la sèrie tapiolita.

## Característiques
Es tracta d'una sèrie de minerals que contenen tàntal. Són de color negre o marró, bastant pesats i semblants a la columbita, tot i que en aquesta darrera una part del tàntal està substituït per niobi. En moltes guies de minerals es descriu com a columbita-tantalita tot i que la tantalita té un pes específic molt superior a la columbita: 8,0 g/ml i 5,2 g/ml respectivament.

### Tantalita-(Fe)
La tantalita-(Fe), coneguda anteriorment com a ferrotantalita, va ser descoberta l'any 1836 a Upper Bear Gulch, Lawrence Co., Dakota del Sud, Estats Units. La seva fórmula és FeTa₂O₆, té una duresa a l'escala de Mohs que oscil·la entre 6 i 6,5 i es presenta habitualment de color negre-ferro. És un mineral dimorf de la tapiolita-(Fe), que forma part de la sèrie de solució sòlida entre la tantalita-(Fe) i la tantalita-(Mn). La tantalita-(Fe) és bastant rara a la natura i molts espècimens estan mal identificats, al tractar-se en realitat de tapiolita-(Fe).

### Tantalita-(Mg)
La tantalita-(Mg), coneguda anteriorment com a magnesiotantalita, és l'espècie en què el magnesi és el catió dominant. El nom actual va ser aprovat per l'Associació Mineralògica Internacional l'any 2002. La seva fórmula és (Mg,Fe2+)(Ta,Nb)₂O₆, té una duresa a l'escala de Mohs de 5,5 i es presenta habitualment de color negre. El primer exemplar es va trobar a la mina Lipovka, Districte de Rezh, Sverdlovskaya Oblast', Urals, Rússia.

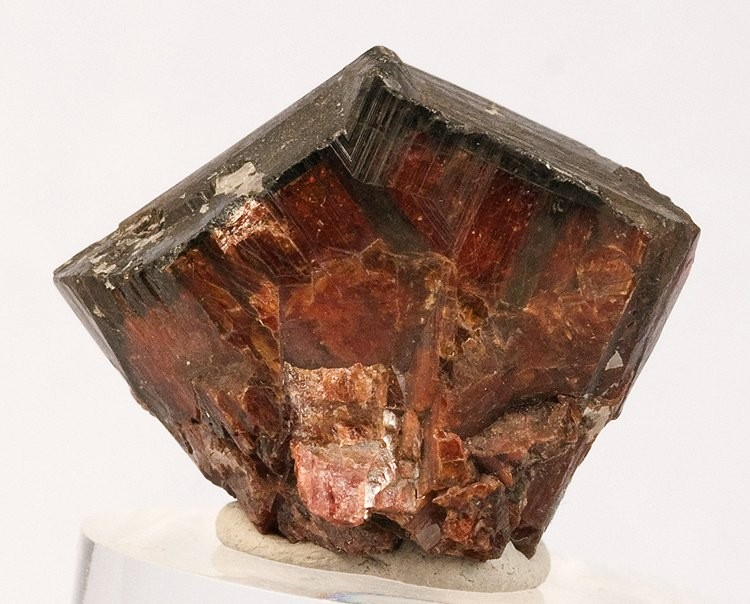
Tantalita-(Mn)

### Tantalita-(Mn)
La tantalita-(Mn), coneguda anteriorment com a manganotantalita, va ser descoberta l'any 1887 a les mines d'Utö, Södermanland, Suècia. La seva fórmula és MnTa₂O₆, té una duresa a l'escala de Mohs de 6 i es presenta habitualment de color rosat. Forma part de la sèrie de solució sòlida entre la tantalita-(Fe) i la tantalita-(Mn).

## Formació i jaciments
Tant la tantalita-(Fe) com la tantalita-(Mn) es troben com a minerales accessoris en pegmatites granítiques. La tantalita-(Mg) s'ha trobat en zones d'alteració a un gruix màxim d'aproximadament 0,5 mm format entre cristalls de tantalita-(Mn) i la roca hoste, associada a altres minerals com microlita, turmalina, flogopita, fenaquita, cordierita, columbita-(Fe), clinoclor, crisoberil i minerals del supergrup amfíbol.